# Друштво
Друштво представља целину састављену од људи одређеног региона, у којој су успостављени друштвени односи, друштвене улоге и статус сваког појединца.

## Дефиниције
Овај појам има више различитих значења. Друштвене науке користе појам друштво да означе групу људи који формирају полу-отворени (или полу-затворени) друштвени систем, у којем се већи део интеракције одвија међу индивидуа које су део групе. Апстрактније, друштво се дефинише као мрежа односа између ентитета. Такође се дефинише и као независна заједница.
Појам друштво потиче од лат. societas, у значењу пријатељске везе са другима. Латинско societas се изводи из socius (партнер). Појам друштво често указује на то да његови чланови деле неке заједничке бриге или интересе у заједничком циљу. Као такав, често се користи као синоним за народ једне земље који има заједничке институције које се брину за грађанско благостање.

## Друштво и природа
Друштво се може дефинисати као целокупност односа људи према природи и међусобних односа људи. Што се тиче односа људи према природи, он је јединствен. Његова суштина је у континуираном настојању људи да природу потчине себи. Што се тиче односа између људи, он је много сложенији и обухвата све односе међу људима, од оних мање сложених и мање битних, до веома сложених и најбитнијих. Међу њима су и најсложенији и најбитнији за разумевање друштва производни односи. Појединачне, емоционалне и интелектуалне везе међу људима резултат су њихових појединачних воља, али односи у које ступају живећи у нацији, насељу или породици су нужни, с обзиром на објективност ових делова друштвене стварности.

## Структура и динамика друштва
С обзиром на то да социологија проучава друштво и друштвене појаве које су у својој укупности међусобно повезане тако да образују људско друштво, као један од првих задатака социологије намеће се потреба да се изврши класификација и утврде међусобни односи између тих појава, односно да се утврди структура друштва, с обзиром на односе који постоје између елемената из којих се она састоји. Исто тако, потребно је утврдити динамику друштва, с обзиром на карактер промена елемената друштва које доводе до његовог кретања.
- Друштвена структура се састоји из два основна начела: економске основе и друштвене надградње, с тим што се друштвена надградња диференцира на друштвено-политичку организацију друштва и облике друштвене свести.
  - Економска основа представља област друштвене производње материјалних добара која омогућава друштвену и индивидуалну егзистенцију човека.
  - Друштвену надградњу сачињавају све остале области друштвене стварности које су у крајњој линији условљене економском основом друштва. То су грубо диференцирано друштвено-политичка организација друштва (држава, правне институције, политичке организације) и друштвена свест која се састоји из правно-политичке надградње и виших облика свести (религија, морал, филозофија, наука и уметност).
- Друштвена динамика произилази из схватања покретачких снага развоја људског друштва, као саставног дела схватања друштва уопште. Те снаге су садржане у развоју производње, односно у развоју њених материјалних снага, које доводе до нужне, одговарајуће промене у производним односима, а и једни и други заједно доводе до даљих промена у свим осталим областима друштвене стварности, односно у областима друштвене надградње.

## Друштвена основа
Друштвена основа има економски карактер и састоји се из производних снага и производних односа, који се заједничким именом зову начин производње
У ширем смислу, друштвена основа обухвата и производњу људи, географске факторе и остатке претходног начина производње.
Производне снаге сачињавају средства за производњу и човек са својим способностима.
Производни односи су односи у које људи ступају у процесу производње.

### Облици друштвеног живота
Хорда је најстарији и најнеразвијенији облик друштвеног живота. Она је настала на нижем ступњу дивљаштва и траје до његовог следећег ступња. Формирала се из чопора у коме су живеле човеколике животиње и представља почетак друштвеног живота. Хорда је представљала и биолошку и економску заједницу јер је човек све своје потребе реализовао у њој. Хорда се састојала од 10-20 чланова који су живели на заједничкој територији, стално се крећући у потрази за храном.
Род је виши облик организовања друштвеног живота. Специфичност рода је да се први пут из полних односа искључују родитељи и деца и формира се брачна заједница по генерацијама. Касније ће се из полних односа искључити и рођена браћа и сестре. У родовима се врши подела рада. Неки родови се баве земљорадњом, неки сточарством, занатством. Такође се велики родови цепају, али задржавају везе са осталим новим родовима, па се на тај начин формирају братства.
Племе сачињава већи број родова који су настали из једног заједничког рода. То је дакле заједница која се заснива на крвном сродству, али и на заједничкој територији. Племе обједињује извесне функције родова, у почетку само везане за ратовање, а касније све више. Касније се јављају и савези племена.
Народ је први облик организовања који није заснован на крвном сродству, већ само на територијалној повезаности. До спајања племена у оквиру државне заједнице долази због појаве приватне својине и првих манифестација издиференцираности друштва на класе. Класна подела је захтевала организацију за заштиту интереса класе која је била носилац средстава за производњу. Та организација је била држава, а становници који су на њеној територији живели били су пре свега подељени на класе.
Нација настаје као резултат великих економских, политичких и културних промена које са собом доноси капиталистички начин производње, буржоаско друштво.
Класе су велике друштвене групе које се налазе у међусобном односу експлоатације.
Касте су затворене друштвене групе, формиране на религиозној основи, настале и нестале у робовласничком друштву.
Сталежи су велике друштвене групе које се формирају на правним основама, настале и нестале у феудалном друштву.
Држава је настала као резултат потребе да се заштити опстанак друштва и њених чланова, који су били угрожени класним сукобом када је избио између прве две антагонистички међусобно супротстављене класе.
Држава је класни апарат насиља!(моје виђење)
Према организацији власти држава се дели по:
- Облику владавине на монархије и републике;
- Критеријуму политичког режима на аутократије и демократије;
- Критеријуму државног уређења на просте и сложене државе, при чему сложене државе могу бити федерације и конфедерације.

Политичке партије су организације савременог друштва које имају за циљ освајање и одржавање државне власти. Деле се на:
- Грађанске партије које теже да заштите интересе буржоазије и деле се на конзервативне и либералне.
- Радничке партије се деле ма социјалистичке и комунистичке.

Породица је један од најстаријих облика у којима људи организују свој живот. Она има биолошку, психолошку и економску функцију. Биолошка димензија породице односи се на остварење сексуалних веза и рађања, односно производњу људи. Психолошка димензија односи се на васпитање деце и на формирање и изражавање осећања између чланова породице — пре свега родитеља и деце, али и мужа и жене. Економска димензија односи се на чињеницу да се у њеном оквиру одвија организација и подела рада. Породице су се развијале следећим током:
- брачна заједница по генерацијама (породица крвног сродства)
- пунална (искључени рођени браћа и сестре)
- синдијазмичка (брак између једног мушкарца и једне жене)
- моногамска (тешко раскидива)

## Елементи правно-политичке структуре друштва
Право представља скуп друштвених правила које је донела држава са циљем да се њима, уз помоћ монопола физичке силе, заштити класни интерес владајуће класе.
Политика је усмеравање друштва путем доношења и извршавања одлука које важе за друштво као целину. Она се састоји из три елемента:
- политичка идеологија
- политичке организације
- политичка делатност

## Друштвена свест
Религија је систем идеја и скуп осећања који суштину света објашњавају натприродним, ирационалним. У свом развоју религиозна свест пролази кроз три фазе — анимизам, политеизам и монотеизам. Са развојем људског друштва Бог престаје да буде биће, већ се јавља као идеја (деизам). У савременом свету присутна је и једна нова религиозна свест, пантеизам, која настоји да помири религију и науку.
Морал је облик друштвене свести који представља систем правила или норми заснованих на схватању добра и зла, које регулишу односе човека према друштву, другим људима и себи самом, на тај начин што их се људи придржавају без обзира на санкције.
Филозофија представља облик друштвене свести који настоји да изрази законитости које постоје у природи, друштву и мишљењу. Предмет којим се она бави је дакле укупна објективна стварност, свет у целини и у том смислу она даје општи, универзални поглед на свет, представља општи облик свести.
Наука је облик друштвене свести који представља систем знања о законитостима које се односе на природу, друштво и људско мишљење. Истовремено, наука је и процес стицања нових научних сазнања.
Уметност је облик друштвене свести кроз који стваралац у одређеном времену изражава свој однос према објектима и стварности (природи у ужем смислу) кроз различите естетске области помоћу различитих симбола, а обраћајући се чулима.

## Друштвена динамика
Појам друштвене динамике или кретање друштва
Могу се уочити два појма кретања — шири и ужи:
- Шири појам кретања друштва подразумева свако кретање у друштву, сваку промену.
- Ужи појам кретања друштва обухвата само промене које битно мењају друштво или неки његов део, односно доносе квалитет који до тада није постојао.

Појам социјалне револуције
Свако кретање друштва које се одвија постепено, споро и не доноси велике, битне промене, назува се еволуција. Са друге стране, револуција мења друштво у целини веома брзо. Револуција има ужу фазу (тренутак смене власти) и ширу фазу (низ промена које су неопходне да се успостави нови тип друштва).
Друштвено-економска формација представља типичан и релативно трајан систем односа у друштву, формиран око основног производног односа, као најбитнијег односа у друштву, израженог у власништву над средствима за производњу. Кретање, односно развој друштва, путем револуционарних промена одвијао се кроз пет историјских типова друштвено-економских формација:
- Првобитна заједница
- Робовласничко друштво
- Феудално друштво
- Капиталистичко друштво
- Социјалистичко друштво

Капиталистичко друштво садржи неколико фаза:
- Либерални капитализам после индустријске револуције.
- Монополистички капитализам (картел, труст, концерн, синдикат)
- Државни или савремени капитализам (политика инвестирања, цена, царина, фискалне мере...) — настаје државна својина.

## Савремено друштво
Савремено друштво се временом помало социјализује. У земљама савременог развијеног капитализма тече развој производних снага, средстава за производњу,... Јавља се нови слој људи — бирократија, и још један нови слој — технократију.
У неразвијеним земљама се углавном јављају прокомунистички милитаристички режими, па те земље и даље остају неразвијене.
Социјалистичке земље су се углавном распале и прешле у капитализам.

### Нека обележја савременог друштва
Повезивање човечанства се дешава захваљујући јако брзом развоју науке, а првенствено електротехнике. Научно-технолошка револуција је све ово омогућила.
Масовна култура је једно од кључних обележја савременог друштва и предмет велике научне пажње. Она настаје повезивањем човечанства.
Кич тј. антивредност, „уметничко ђубре“. Према Абрахаму Молу постоји пет принципа за идентификацију и класификацију кича:
- принцип неадекватности
- принцип кумулације
- принцип синестезије
- принцип осредњости
- принцип комфора

Еколошки проблеми савременог друштва јављају се због брзог развоја индустрије без контроле загађивања околине.

## Организације

### Опстанак
Људска друштва су често организована према њиховим примарним средствима за опстанак: друштвени научници препознају друштва ловаца-сакупљача, номадска пасторална друштва, хортикултурна или једноставна пољопривредна друштва, и напредна пољопривредна друштва, позната и као цивилизације. Неки сматрају да су индустријска и пост-индустријска друштва засебна у односу на традиционална пољопривредна друштва.

### Политичке организације
Друштва такође могу бити организована према њиховој политичкој структури: деле се (од мањих и једноставнијих ка већим и комплекснијим) на банде, племена, поглаварства, и државна друштва.

### Подељена мишљења
За припаднике многих нација сједињених по сличним политичким и културним традицијама, веровањима или вредностима се понекад каже да су друштво (на пример: јудео-хришћанско, источно, западно итд.). Када се користи у овом контексту, израз се користи као средство да се изрази контраст два или више „друштава“ чији представници представљају алтернативне супротстављајуће и надмећуће погледе на свет.

### Општи интерес
Такође, нека академска, образована и школска друштва и удружења, као што је Америчко друштво математичара, описују себе као друштва. У Уједињеном Краљевству она су обично непрофитна и имају статус хуманитарних организација. У науци у величини варирају од оних која укључују национална научна друштва укључујући и Краљевско друштво до регионалних природно историјских друштава. Академска друштва могу имати интересовања у широком спектру тема, укључујући уметност, хуманитарност и науку.

### Комерцијалне организације
У САД, назив „друштво“ је најчешћи у привреди, у којој се партнерство између инвеститора који започињу посао обично зове „друштво“. У Уједињеном Краљевству, партнерства се не називају друштвима, али кооперативци или колеге су често познати као друштва (као што су пријатељска друштва и градитељска друштва).

### Невладине организације - удружења грађана
Невладине организације су специфична форма организовања грађана. Термин се масовно користи у задње две деценије и уско је повезан са појмом цивилног друштва. Без схватања појма цивилног друштва није могуће у потпуности схватити овај појам. Поред термина „невладина организација“ користи се и термин „удружење грађана“.
Једна корисна дефиниција цивилног друштва је да је оно “Сфера институција, организација и појединаца лоцирана између породице, државе и тржишта у којој људи учествују волонтерски да унапреде заједничке интересе.”
Област преклапања представља место где се снаге државе (законодавна, судска и извршна власт), бизниса и грађана обједињује да би се креирао нормативни простор за демократију, друштвену одговорност и заштиту јавних интереса.
Цивилно друштво за које се невладине организације залажу је:
- Простор за мобилизацију и артикулацију интереса појединаца и група
- Институционално средство за медијацију (посредовање) између конфликтних интереса и конфликтних социјалних вредности
- Могућност за исказивање и практиковање друштвених, религиозних и културних веровања и активности
- Могућност за ограничавање инхерентне тенденције државе да прошири своју контролу
- Могућност да се ограничи потенцијал бизниса да буде без контроле.

Појам заједнички интерес у дефиницији може да буде разнолик. Он може, али и не мора, да буде прихватљив за све који раде са, и у, организацијама цивилног друштва. Оно што је битно је да су слобода говора и слобода удруживања битни елементи у демократским друштвима који дозвољавају грађанима да се удружују и да искажу различите интересе који не морају бити атрактивни увек за све. Значајна одлика цивилног друштва је да постоји подстицајни амбијент у коме су различити погледи дозвољени и пожељни и где је организацијама или асоцијацијама различите врсте дозвољено да постоје.
Институције једног подстицајног амбијента за развој цивилног друштва су:
- Извршна власт
- Правосудна власт
- Законодавна власт
- Медији
- Локална власт
- Независне одговорне (ревизорске) организације као што су:
  - Изборна комисија
  - Комисија за људска права
  - Комисија за борбу против корупције
  - Канцеларија главног ревизора
  - Канцеларија Врховног тужиоца
  - Омбдусман (јавни адвокат)
- Удружења грађана
- Берза
- Универзитет

Као што се види, простор за сарадњу и за унапређење заједничких интереса је веома широк.
Основна подела удружења грађана је на организације за узајамну помоћ (које формирају грађани и чији су они чланови и на бази тога остварују одређене користи), организације од општег (јавног) интереса (које формирају грађани у намери да помогну другим групама грађана који нису нужно њихови чланови), и претендери (претварачи).
Додатне информације о цивилном друштву, невладиним организацијама и сродним појмовима могу да се нађу на сајту НВО Центар за развој непрофитног сектора [www.crnps.org.yu] или на сајту НВО [Европски покрет у Смедеревској Паланци] [www.evropski-pokret.org.rs].

## Конфузије
Ако је друштво некакав слоган, разлог за конфузије у његовом разумевању могу да буду разне нијансе у којима се он користи да би се објаснио велики број политичких мишљења. На пример, бивши британски премијер Маргарет Тачер је фамозно демантовала да друштво уопште и постоји. Међутим, њена употреба тог термина била је уска и треба да се разуме у оквиру контекста њене полемике. У интервјуу магазина Women's Own, 3. октобра 1987, Тачер је дискутовала да је обавеза за решавање социјалних проблема, што је било очекивана од владе, одговорност индивидуа и породица: „ниједна влада не може да уради ништа осим преко људи, а људи најпре морају да се окрену себи“. Тачер једино негира постојање „друштва“ каквим га она разуме – идеја да је социјално благостање одговорност друштва (или, у ужем смислу, влада), а не индивидуа.

## Постојање
И даље је у току дебата у социолошким и антрополошким круговима о томе да ли постоји ентитет кога бисмо могли назвати друштвом. Неки марксистички теоретичари, Луј Алтисе, Ернесто Лаклау и Славој Жижек, су полемисали да друштво није ништа више него ефекат владајуће идеологије одређеног класног система и да не треба да се користи као социолошка идеја.